# Ligne Radcliffe
Pour les articles homonymes, voir Radcliffe.

La partition des Indes.

La ligne Radcliffe est la ligne de partition entre les dominions de l'Inde (ou « Union indienne ») et du Pakistan (ce dernier incorporant alors l'actuel Bangladesh, qui formait alors une province pakistanaise sous le nom de Bengale oriental) qui deviendra, à l'indépendance de ces deux pays le 15 août 1947, leur frontière commune. 
Son tracé, qui inclut donc les actuelles frontières indo-pakistanaise et indo-bangladaise (créant de nombreuses enclaves indo-bangladaises), a été déterminé par une commission frontalière présidée par Sir Cyril Radcliffe (assisté de deux hindous et de deux musulmans) et dont la tâche était de décider d'une répartition équitable des habitants et territoires entre les deux futurs États.